# トランス・アトランティック・ツアー
トランス・アトランティック・ツアー (TRANS ATLANTIC TOUR) とは、日本の音楽グループ「イエロー・マジック・オーケストラ (YMO)」が1979年に行った、最初の世界公演の名称。

## 解説
- 通称「第1回ワールド・ツアー」とも呼ばれる。
- ライヴハウスやディスコ主体のツアーであった。
- 10月16日のロンドン公演当日は開演2時間前まで会場が停電になっていた[1]。
- 10月24日のロンドン公演は10月16日の公演に入りきれなかったファンの為に急遽西ベルリン公演をキャンセルして組まれた。
- 11月3日はフィラデルフィア / ホット・クラブ公演が予定されていたが、スペースの問題やツアーの先行班が店を訪れた際、会場が汚かったうえ、応対した男の後ろに裸の女性が見えたなど店内の環境が劣悪であったため中止になった[1]。
- 11月7日には、前日のニューヨーク / ザ・ボトムラインの様子がアメリカABCテレビのニュースで放送され、「日本のビートルズ」と紹介された。

## 公演
| 日付                                                                | 都市                                                                | 国                                                                  | 会場                                                                |                                                                     |
| ヨーロッパ・北アメリカ (YELLOW MAGIC ORCHESTRA TRANS ATLANTIC TOUR) | ヨーロッパ・北アメリカ (YELLOW MAGIC ORCHESTRA TRANS ATLANTIC TOUR) | ヨーロッパ・北アメリカ (YELLOW MAGIC ORCHESTRA TRANS ATLANTIC TOUR) | ヨーロッパ・北アメリカ (YELLOW MAGIC ORCHESTRA TRANS ATLANTIC TOUR) | ヨーロッパ・北アメリカ (YELLOW MAGIC ORCHESTRA TRANS ATLANTIC TOUR) |
| ------------------------------------------------------------------- | ------------------------------------------------------------------- | ------------------------------------------------------------------- | ------------------------------------------------------------------- | ------------------------------------------------------------------- |
| 1979年10月16日                                                      | ロンドン                                                            | イギリス                                                            | ザ・ヴェニュー                                                      |                                                                     |
| 1979年10月18日                                                      | パリ                                                                | フランス                                                            | ル・パラス                                                          |                                                                     |
| 1979年10月20日                                                      | パリ                                                                | フランス                                                            | エンパイア・シアター                                                |                                                                     |
| 1979年10月22日                                                      | パリ                                                                | フランス                                                            | ディスコティック・スタジオ                                          |                                                                     |
| 1979年10月24日                                                      | ロンドン                                                            | イギリス                                                            | ザ・ヴェニュー                                                      |                                                                     |
| 1979年11月1日                                                       | ニューヨーク                                                        | アメリカ合衆国                                                      | ハラー                                                              |                                                                     |
| 1979年11月3日                                                       | フィラデルフィア                                                    | アメリカ合衆国                                                      | ホット・クラブ                                                      |                                                                     |
| 1979年11月4日                                                       | ワシントンD.C.                                                      | アメリカ合衆国                                                      | ザ・バイユー                                                        |                                                                     |
| 1979年11月5日                                                       | ボストン                                                            | アメリカ合衆国                                                      | ザ・パラダイス                                                      |                                                                     |
| 1979年11月6日                                                       | ニューヨーク                                                        | アメリカ合衆国                                                      | ボトムライン                                                        |                                                                     |
| アジア (YELLOW MAGIC ORCHESTRA BACK IN TOKIO)                       |                                                                     |                                                                     |                                                                     |                                                                     |
| 1979年12月19日                                                      | 東京                                                                | 日本                                                                | 中野サンプラザ                                                      |                                                                     |

## サポート・メンバー
- 矢野顕子 - バックボーカル、キーボードを担当したほか、自らのオリジナル「在広東少年」を披露した。ツアー中は妊娠していた。
- 渡辺香津美 - ギターを担当。ライブアルバム『パブリック・プレッシャー』では契約の都合上、ギターパートが削除される騒動があった。
- 松武秀樹 - シンセサイザー・プログラマー。

## 音源
- パブリック・プレッシャー（1980年） - ヴェニュー（ロンドン）、グリーク・シアター（ロサンゼルス）、ボトムライン（ニューヨーク）、中野サンプラザ（MCのみ）の四公演が編集されて収録されている。
- フェイカー・ホリック（1991年） - ヴェニュー、ル・パレス、ボトムラインの三公演と渡辺のギターパートも収録されている。
- YMO 1979 TRANS ATLANTIC TOUR LIVE ANTHOLOGY（2025年） - ロサンゼルス、ロンドン、パリ、ニューヨークの公演が収録されている[2]。